# روينا جاكسون
روينا جاكسون (بالإنجليزية: Rowena Jackson)‏ هي راقصة باليه نيوزيلندية، ولدت في 24 مارس 1926.